# Vechelde
Vechelde is een gemeente in de Duitse deelstaat Nedersaksen. De gemeente maakt deel uit van het Landkreis Peine.
Vechelde telt 17.938 inwoners.
- Gemeinsame Normdatei: 4260155-1
- Virtual International Authority File: 235589530
- WorldCat: E39PBJxhq6tgmFbYwmcRxRbfMP

Edemissen · 
Hohenhameln · 
Ilsede · 
Lahstedt · 
Lengede · 
Peine · 
Vechelde · 
Wendeburg